# 科威特油田大火

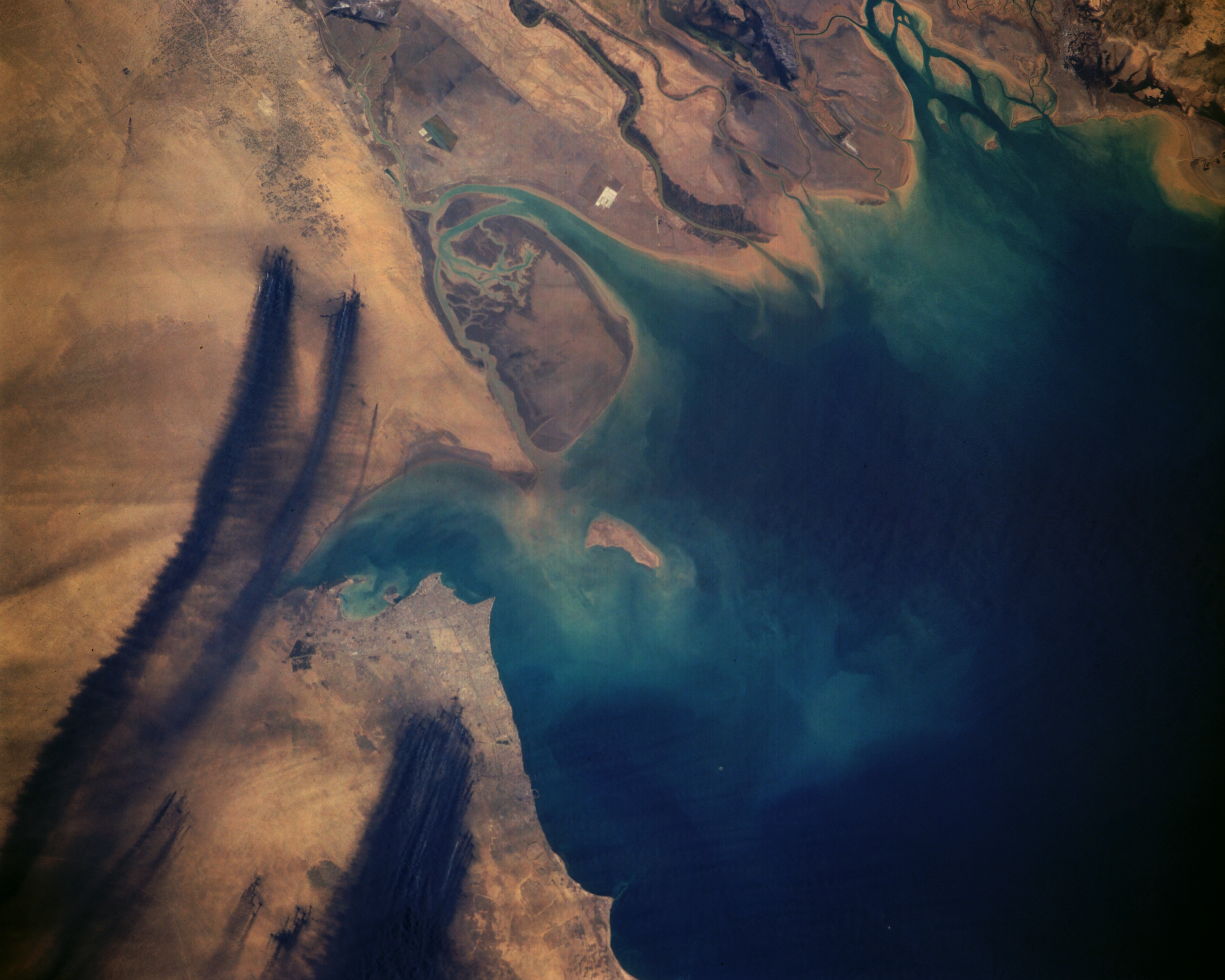
1991年4月7日，从亞特蘭提斯號太空梭執行STS-37任務期间所見到，部分科威特石油大火产生的烟雾。

科威特油田大火是伊拉克军队在海灣戰爭中撤退时所采取焦土政策的一部分，據報放火烧毁了605至732口油井，至少燒掉10億桶原油，以及数量不详充满石油的低窪地区，例如油湖和火沟。
伊拉克軍隊入侵科威特後，美国领导的海灣戰爭聯軍隨即發動海湾战争。伊拉克當局於是放火燒了700口油井，希望透過煙霧跟大火來阻擋軍隊進攻，大火延燒10個月，讓沙漠變成火海。火灾于1991年1月和2月开始，第一口井火于1991年4月上旬被扑灭，最后一口則于1991年11月6日被正式封顶和熄滅。整場大火合共花了15億美元平息。伊拉克也於1991年从科威特撤出。

## 背景
1990年8月2日，伊拉克宣布，科威特是其一个省份，并出兵占领了科威特。1990年11月29日，联合国安理会批准以美国为首的多国部队对伊拉克的军事行动。
1990年底，當時爆發海灣戰爭。當以美國為首的多國聯軍在沙特集結完畢，即將攻打被伊拉克佔領的科威特。由於伊拉克軍隊考慮到聯軍強大的軍事實力，決定在科威特實行焦土政策，摧毀一切石油儲備和基礎設施。從1991年1月起，伊拉克軍隊開始有組織地炸毀採油設施，並破壞科威特的儲油罐、煉油廠和附屬設施。
伊拉克領導人認為石油燃燒產生的煙霧和顆粒可以阻擋聯軍的空中打擊，影響精確制導武器和間諜衛星的使用效果，同時對伊拉克軍隊的部署也是一種掩護。伊拉克軍隊點燃了700多口科威特境內的油井。為了增加滅火的難度，還在燃燒的油井周圍埋下了大量的地雷。2月底，當聯軍地面部隊開始進攻後，被點燃的油井數量又再增加。
1991年3月21日，沙特皇家空軍的一架C-130運輸機因為油井大火產生煙霧，導致其視線不佳而墜毀，機上90多人喪生。
另外，為了防止美軍進行兩棲登陸作戰，伊拉克軍隊把400萬加侖（150萬立方米）的原油倒入波斯灣，造成了歷史上最嚴重的原油汙染。伊拉克方面則聲稱是由於美軍空襲破壞了儲油罐造成。
伊拉克在从科威特撤退时燒毀了科威特1300多口井中的732口，引起了油井大火，每天烧掉约71万吨石油，相当于全世界每天产量的12%。

## 对环境造成的影响

### 油田冒烟

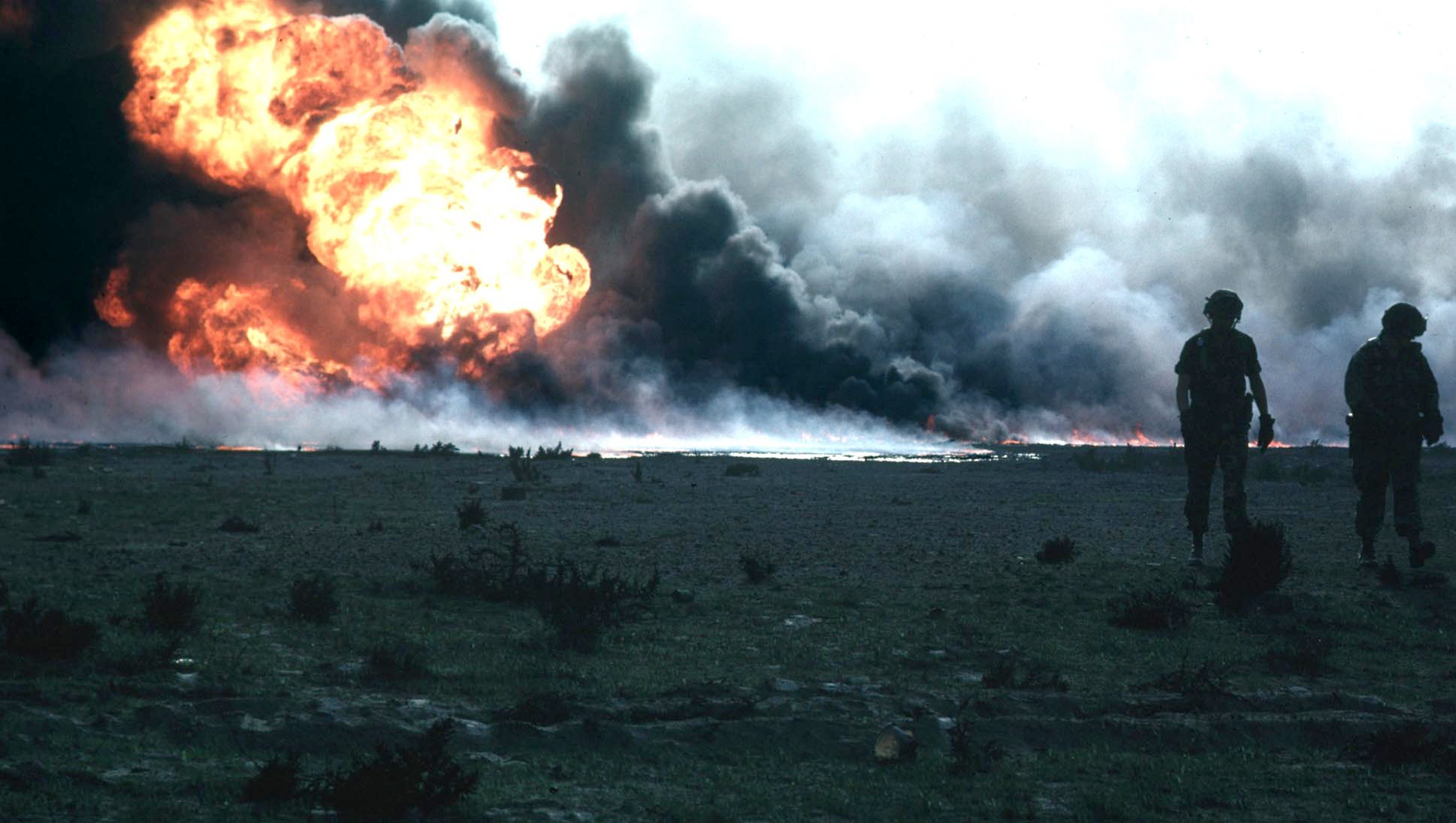
着火的油田

在伊拉克入侵科威特之后，有人便预測，科威特油田會導致环境灾难。当年11月在日内瓦举行的世界氣候大會上，便有代表提出各種推測，包括核冬季、强酸雨，以至短期迫近的全球变暖。
1991年1月10日，发表在《自然》期刊上的一篇论文陈述了保罗·克鲁岑的计算，预测油井大火将产生可覆盖北半球一半的烟雾，並导致类似于核冬天的大范围降温；100天后，云下的温度将降低5-10摄氏度。及後，1991年1月中下旬，在星報和巴尔的摩太阳报上发表的文章表示，他们预计会出现灾难性核冬天效应，以及大陆规模「低于冰点」的温度，並点燃了300到500口的加压油井，它们燃烧了几个月。
因此，纵火破坏的直接后果是該區的空气质量急剧下降，导致许多科威特人和邻国的呼吸系统出现问题。
根据彼得·V·霍布斯和羅倫斯·拉克（Lawrence Radke）於1992年進行的研究，科威特油田大火每日排放的二氧化硫（会产生酸雨）是美国电力公司排放量的57%，二氧化碳排放量是全球排放量的2%，烟尘排放量也會达到每天3400公吨。
在2000年出版的美國國防技術資訊中心檔案中的一篇论文指出，「基于1991年5月和6月科威特石油大火产生的烟雾的计算表明，在产生二氧化碳时的燃烧效率约为96%。而就不被完全燃烧之部分而言，烟雾懸浮粒子占燃烧燃料的 2%，其中0.4%是烟灰」 （剩下的2%為未经任何初級燃烧的油）。

### 海岸线受损

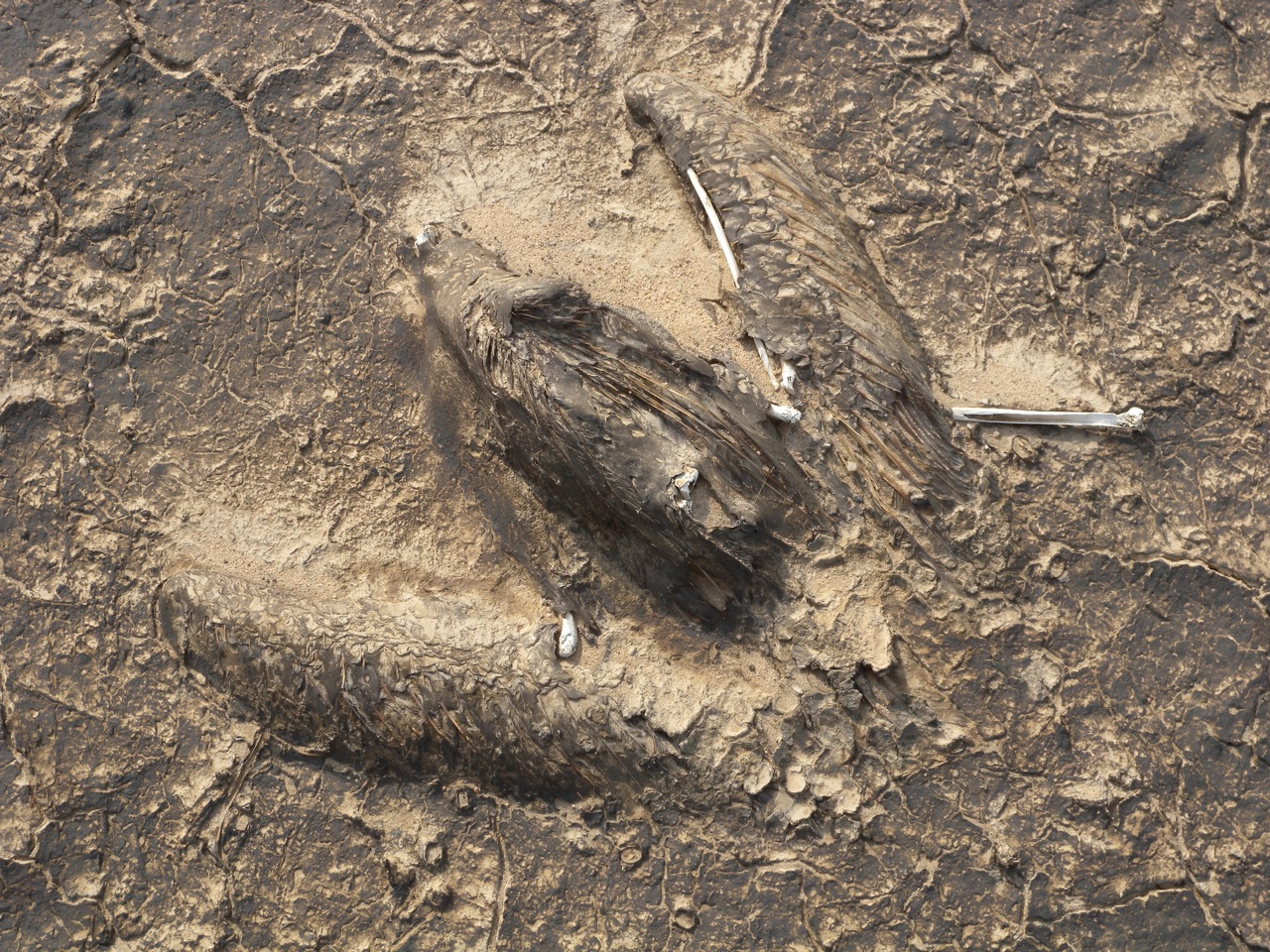
攝於2008年，一张鸟的木乃伊遗骸，卡在科威特沙漠乾油湖的顶部坚硬层中。

最初人們预测油源燃烧对全球大气所造成长期环境影响之情景並未出現，但长期的地面溢油影响对区域环境有害。
據估计，有46口油井湧出。在开始封顶之前，他们每天释放大约300,000-400,000桶石油，最后一次井噴发生在1991年10月下旬。
科威特石油部长估计，来自受损设施的25至500万桶未燃烧石油汇集在一起，形成了约300个油湖，污染了大约4000万吨沙和泥土。沙子、未点燃的溢油和燃烧油井所产生的烟灰混合物形成了坚硬的「沥青混凝土」层，覆盖了科威特近5%的陆地面积。
1995年，大部分与油湖相邻的受污染地区之植被開始恢復原貌，但干燥的气候使一些湖泊部分凝固。随着时间的推移，石油继续沉入沙中，对科威特僅存少數的地下水资源产生潜在影响。
科威特陆上的石油泄漏超过了1910年泄漏了900万桶的湖景噴井，成为有史以来最大規模的石油泄漏事件。
這導致六到八百万桶的石油直接泄漏到阿拉伯湾，導致海灣戰爭漏油事件。